# بری (تگزاس)
بری، تگزاس(به انگلیسی: Barry, Texas) شهری در ایالت تگزاس از ایالات جنوبی ایالات متحده آمریکا است. در سرشماری سال ۲۰۰۰، جمعیت این شهر ۲۰۹ نفر اعلام شد.